# Homoeonema platygonon
Homoeonema platygonon is een hydroïdpoliep uit de familie Halicreatidae. De poliep komt uit het geslacht Homoeonema. Homoeonema platygonon werd in 1893 voor het eerst wetenschappelijk beschreven door Maas. 